# 상하이방
상하이방(중국어 간체자: 上海帮, 정체자: 上海幫, 병음: Shànghǎi bāng, 한자음: 상해방)은 중국공산당 내부에서 장쩌민을 따르는 분파였다. 이 조직의 조직원들은 상하이에 기반을 두었기 때문에 상하이방이라고 불리게 되었다.
1989년 자오쯔양 실각 이후 장쩌민이 급부상하자 우방궈, 쩡칭훙, 황쥐, 멍젠주 등이 장쩌민에 접근하여 결탁했고, 1992년부터 중국공산당 정치국을 완전히 장악했다. 
장쩌민이 공식 집권한 이후 상하이방은 고위직을 독점했고 2004년 후진타오가 주석으로 뽑힌 이후에도 이들의 비선정치는 계속되어 중화인민공화국의 실세로 불렸다.
2007년부터 상하이방은 후진타오의 공청단과 격돌했고 갈등이 심화되자 후진타오는 상대적으로 당파색이 적은 시진핑을 후임으로 지명하기에 이르렀다. 
그러나 시진핑은 상하이방과 공청단 양측을 부패 수사로 궁지에 몰아넣었고, 상하이방 인사들은 탐관오리로 지목되 처벌을 받았다. 2020년부터 상하이방 몰락은 가속화되었고 2022년 장쩌민이 죽으면서 상하이방은 결국 해체 수순을 밟게 되었다.

## 같이 보기
- 태자당
- 공청단

1. ↑  시진핑 일당은 어떻게 중국공산당의 파벌을 제압했는가